# Kelloggia
El Kelloggia és un gènere de plantes amb flor que pertany a la família de les rubiàcies. Té dues espècies, una nativa de l'est de l'Himàlaia, al sud de la Xina, i l'altra en la part occidental dels Estats Units d'Amèrica. Rebé el seu nom pel botànic estatunidenc Albert Kellogg.

## Taxonomia
- Kelloggia chinensis Franch. (1892)[1]
- Kelloggia galioides Torr. in C.Wilkes (1874)[2]